# 반초 정책연구소
반초 정책연구소(일본어: 番町政策研究所)는 과거에 존재했던 일본 자유민주당의 파벌이다.

## 역사

### 결성
일본 제국의 양대 정당 중 하나인 입헌민정당과 전후 일본에서 중도 정당을 표방했던 국민협동당의 흐름을 이은 개진당을 기원으로 한다. 1953년 9월 하토야마 이치로를 중심으로 반요시다 시게루 움직임이 가속화됐고 11월 24일 일본민주당이 창당됐다. 그리고 1955년 자유당과의 보수합당을 통해 자민당이 창당됐다. 미키 다케오 등 개진당 출신들은 요시다에 대한 반감이 강했기에 요시다의 파벌을 잇는 보수본류와는 궤를 달리하는 보수방류를 구성했다.

### 미키·마쓰무라파와 미키파

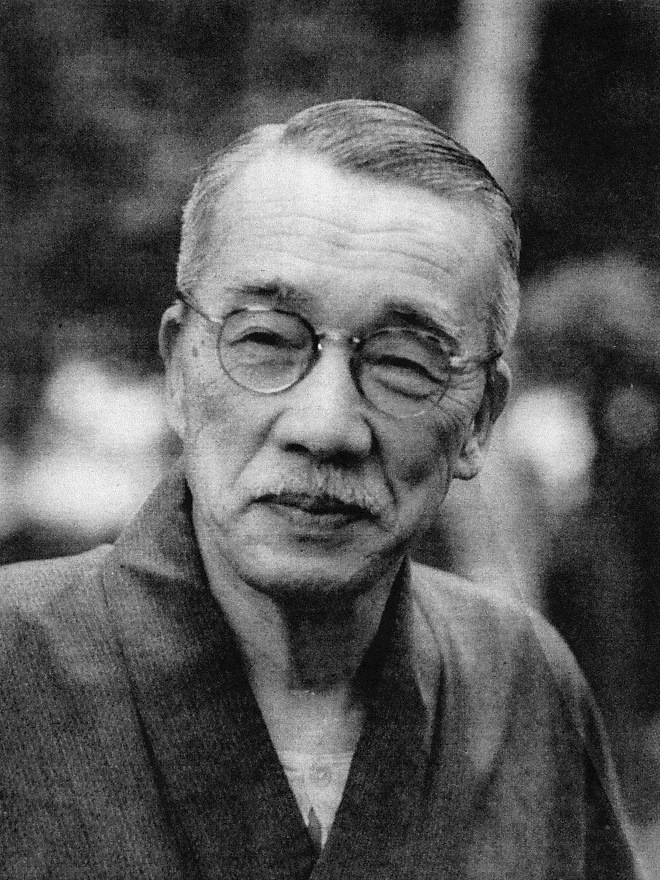
마쓰무라 겐조.

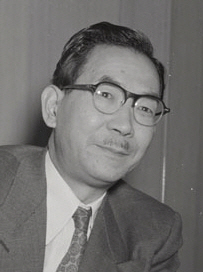
미키 다케오.

개진당 출신은 자민당 내에서 좌익적인 색채가 강해 이단시됐고 당내 세력도 강하지 않았다. 하지만 약소 파벌인 점을 활용해 당내에서 캐스팅 보트를 쥘 수 있었고 이로 인해 파벌 영수인 미키는 상황에 맞춰 다른 파벌의 편을 들어주는 발칸 정치인이라 불렸다. 그래서 미키는 이시바시 단잔·기시 노부스케 때 한 번, 이케다 하야토·사토 에이사쿠 때 또 한 번 자유민주당 간사장을 역임했다.
미키는 마쓰무라 겐조와 함께 공동 대표가 되는 형식으로 자민당 내 파벌인 정책연구회를 결성했고 옛 개진당 출신 중간파 의원들을 포섭해 세력을 확장해 나갔다. 1959년 총재 선거에 마쓰무라가 출마해 기시에 대항했지만 패배했다.
1964년 총재 선거에서 이케다는 3선에 성공했지만 건강상의 문제로 곧 퇴진하게 되었다. 이케다의 후임을 두고 마쓰무라는 당인파 출신인 고노 이치로를 지지했지만 간사장이던 미키는 당내의 중론을 좇아 사토를 지지했다. 이 갈등은 마쓰무라가 자신을 지지하는 의원들과 함께 파벌을 이탈하는 것으로 이어졌다. 그리고 미키는 단독 대표가 되어 이때부터 미키파로 불리게 된다. 1971년에는 이시다 히로히데가 이끄는 이일회와 통합하여 파벌의 세력을 넓혔다.
미키는 1972년 총재 선거에 출마했다. 이때 다나카 가쿠에이와 후쿠다 다케오 사이에서 이른바 각복전쟁이 치열하게 전개되어 투표 결과 미키는 최하위에 머물렀다. 하지만 결선투표에서 미키가 지지한 다나카가 최종 승리하여 미키파는 주류파의 일원이 될 수 있었다. 다나카 내각 때는 중일국교정상화에 적극적으로 협조했다.
하지만 1974년 참의원 의원 선거 때 미키의 측근이던 구지메 겐타로 대신 다나카가 지지하는 고토다 마사하루가 공천을 받으면서 갈등이 생겼다. 구지메는 탈당해 무소속 출마를 감행했고 결국 승리를 쟁취했다. 이 사건으로 미키는 다나카를 불신하게 됐고 자유민주당 부총재직에서 사임했다. 그리고 다나카의 정치적 라이벌이던 후쿠다와 가까워지기 시작했다. 그 해에 부정부패 의혹으로 다나카가 총리대신직에서 물러나게 되자 후임을 둘러싸고 후쿠다와 오히라 마사요시가 대립했다. 이에 부총재 시나 에쓰사부로는 이른바 시나 재정을 통해 미키를 총재로 옹립해 당의 분열을 막고자 했다.
그런데 록히드 사건의 여파로 다나카가 체포된 것에 총리대신 미키와 법무대신 이나바 오사무가 적극적인 움직임을 보인 것이 드러나자 미키파와 나카소네파를 제외한 모든 당내 파벌이 반미키파로 돌아서 미키 끌어내리기를 시도했다. 이에 미키는 중의원을 해산해 국민의 신임을 묻고자 했으나 자민당 반미키파의 반대를 넘어서지 못했다. 하지만 반미키파도 국민 여론을 신경쓰지 않을 수 없었고 결국 1976년 임기 만료 선거를 치르고 미키가 퇴진하기로 합의가 이루어졌다. 자민당은 사실상 분열된 상태로 총선을 치렀고 의석수가 크게 줄어들었다. 이에 대한 책임을 지는 형태로 미키는 물러났고 다이후쿠 밀약을 통해 후쿠다가 총리대신이 되었다.
1978년 총재 선거 땐 미키 대신 고모토 도시오가 출마했지만 다나카파의 강력한 지지를 바탕으로 오히라가 당선됐고 미키파는 비주류파가 됐다.
1979년 총선 때도 의석수가 줄어들자 후쿠다파는 오히라가 책임을 져야 한다며 퇴진을 요구했고 미키파도 이에 동조했다. 하지만 오히라는 이를 받아들이지 않았고 11월 내각총리대신 지명 선거에 자민당 후보로 오히라와 후쿠다 두 사람이 나오는 이변을 연출했다. 야당은 불참하고 여당 내에서 치열한 싸움 끝에 오히라가 선출됐지만 내각이 정식 출범하기까지 갖은 혼란을 겪어야 했다. 이 사건을 40일 항쟁이라 한다. 당시 자민당의 분열상은 심각했는데 미키파와 나카소네파는 신당 창당도 고려했다고 전해진다. 한편 40일 항쟁 때 미키파는 후쿠다를 지지했지만 미키파 소속 의원 중 일부는 우익 성향인 후쿠다 대신 오히라를 지지한 경우가 있었다고 한다.
40일 항쟁의 여파는 다음 해에도 이어져 일본사회당이 제출한 내각불신임안 표결 때 후쿠다파, 나카가와 그룹과 함께 불참하여 불신임안 통과를 이끌어냈다. 오히라는 다시 한 번 중의원을 해산했는데 총선을 열흘 앞둔 6월 12일 심근 경색으로 사망했다. 이에 대한 동정표가 모여 자민당은 전례가 없는 압승을 거뒀다.

### 고모토파

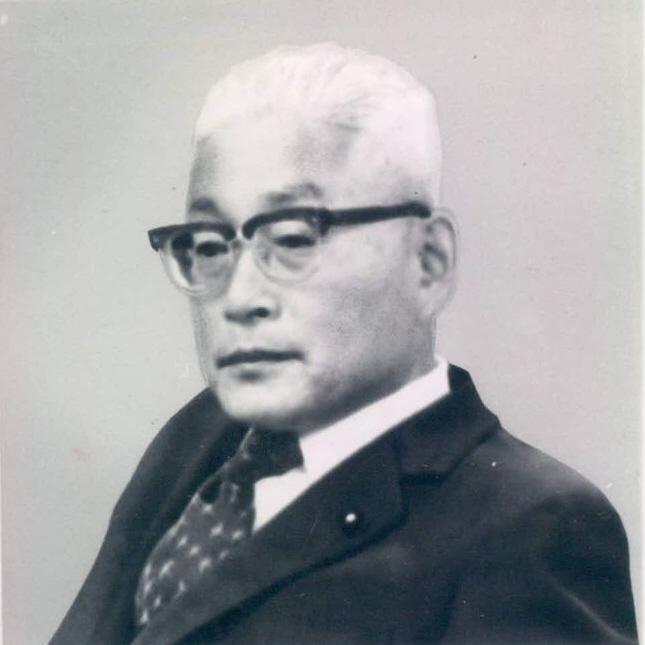
고모토 도시오.

1980년 7월 스즈키 젠코가 총리대신에 취임할 무렵 미키는 파벌 회장직을 고모토에게 넘겨줬다. 이때 미키파는 해산했다가 다시 그들을 결집해 새 파벌을 만드는 형태를 띠었는데 파벌 이름이 신정책연구회로 바뀌었다. 이는 고모토가 미키의 후계자로 여겨지는 것이 고모토가 총리대신이 되는 데 도움이 되지 않을 것이라 여겼기 때문이었다. 그래서 미키는 고모토파에 참여하지도 않았다. 미키는 다나카와 극한 대립을 이어갔지만 고모토는 다나카와의 관계 개선에 집중했다. 고모토는 재계와 깊은 관계를 맺고 있었고 적극 재정을 주창했기에 미키 시절의 보수방류 색채가 많이 엷어졌다.
스즈키가 총재 재선 불출마를 표명한 가운데 진행된 1982년 총재 선거에 고모토가 출마했다. 고모토는 1차 투표에서 2위를 차지한 뒤 하위권인 다른 후보들의 도움을 받아 결선투표에서 역전하겠다는 전략을 세웠지만 나카소네 야스히로가 1차 투표에서 과반수를 득표하면서 싱겁게 끝나 버렸다. 이후 고모토는 자신이 실질적인 오너로 있는 해운 회사가 도산하자 이를 수습하는 데 진력하여 고령인 점과 겹쳐 두 번 다시 총재 선거에 출마하지 않았다.
리크루트 사건과 총리대신 우노 소스케의 게이샤 스캔들의 영향으로 1989년 참의원 선거에서 자민당은 과반수를 밑도는 결과를 받아 우노가 책임을 지고 총리대신직에서 물러났다. 이후 진행된 총재 선거에서 헤이세이 연구회·정책과학연구소·세이와 정책연구회의 지지를 받은 가이후 도시키가 굉지회의 지지를 받은 하야시 요시로와 당내 부동표에 의존한 이시하라 신타로를 꺾고 승리했다. 이로써 우노에 이어 두 번 연속 파벌 영수가 아닌 사람이 총재가 되는 이변이 일어났다.
가이후는 1990년 총선에서 승리하고 걸프 전쟁에 적절히 대응하는 등 비교적 높은 지지를 받았지만 정치 개혁을 강하게 밀어붙여 당의 주류파와 대립했다. 가이후는 중의원 해산도 검토했지만 당내에 막강한 영향력을 행사하던 헤이세이 연구회의 회장 가네마루 신의 반대로 실패했고 결국 가이후는 총재직을 내려놓았다. 후임 총재로 미야자와 기이치가 선출됐다.
1993년 야당이 제출한 내각불신임안이 국회에서 통과되자 이데 쇼이치·야나세 스스무가 탈당하여 신당 사키가케 결성에 참여했다. 그 해에 진행된 총선 결과 야당 연립 정권이 출범해 자민당은 창당 이래 처음으로 정권을 잃었다. 하지만 오자와 이치로의 독단에 반발한 사회당과 사키가케와 손을 잡고 자민당은 1994년 6월 다시 정권을 되찾았다. 가이후·노로 아키히코·이마즈 히로시는 자사사 연립 정권에 반대하며 자민당을 탈당해 자유개혁연합 혹은 신진당 결성에 참여했다.

### 고무라파

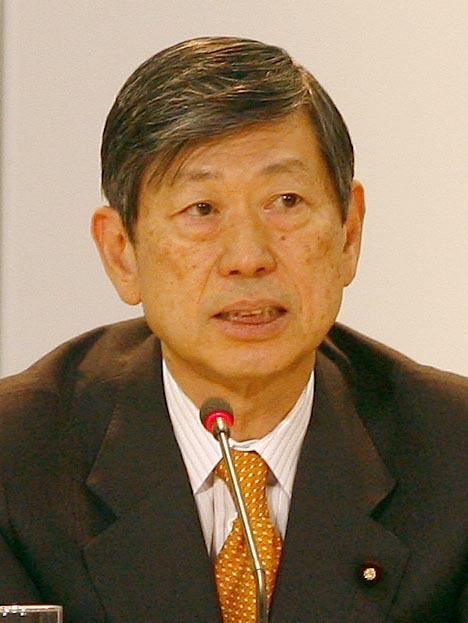
고무라 마사히코.

1995년 5월 사무국이 반초에 위치하고 있는 것에 착안해 파벌 이름을 반초 정책연구소로 고쳤다.
1996년10월 고모토가 정계를 은퇴했으며 다음 해 2월엔 파벌 회장직에서도 사임한 뒤 명예 회장이 되었다. 이후 파벌은 다니카와 가즈오·사카모토 미소지 등이 중심이 된 집단 지도 체제로 운영되다가 고무라 마사히코가 새 회장에 취임했다. 하지만 2001년 고모토가 죽을 때까진 구 고모토파로 불렸다.
미키와 가이후 등 두 차례에 걸쳐 총리대신을 배출했지만 고모토가 오히라 때 정조회장을 역임한 이후 당3역에 지명된 의원이 없었다. 당 국회대책위원장도 신설된 지 24년 만에 오시마 다다모리가 지명됐으며 이 때도 총재는 같은 파벌인 가이후였다. 노다 세이코가 1998년 7월 당시로선 최연소(37세 10개월)로 우정상으로 입각했지만 2003년 파벌을 이탈했다.
2006년 총재 선거 때 아베 신조를 지지했다. 아베가 압승을 거두자 아베를 지지하는 재챌린지 지원 의원 연맹 회장으로 중견·소장파 의원들의 지지를 이끌어내는 데 공헌한 야마모토 유지가 금융상으로 처음 입각했다. 다음 해 5월에는 농림수산상 마쓰오카 도시카쓰의 후임으로 아카기 노리히코가 첫 입각했지만 정치 자금에 관한 의혹이 2007년 참의원 선거 패배에 영향을 미쳤다는 이유로 2개월 만에 경질됐다.
2007년 8월에는 산토 아키코가 참의원 부의장에 취임했으며 고무라가 방위상으로 입각하고 오시마가 두 번째 국대위원장에 선임됐다. 1개월 뒤에 아베가 물러나면서 고무라도 방위상 임기를 끝냈지만 후계 정권인 후쿠다 야스오 내각에서 외무상으로 입각했으며 오시마도 유임됐다. 아소 내각 출범 후 고무라는 외무상에서 물러났지만 오시마는 여전히 유임돼 최장 재임 기록을 세웠다.
2009년 총선에서 자민당이 패배하면서 소속 의원 수가 줄었다. 새 총재가 된 다니가키 사다카즈는 오시마를 자유민주당 간사장에 지명하여 일시적으로 파벌을 이탈했다. 이 무렵 파벌 재정 상태가 악화돼 사무소를 이전했다.
2010년 1월 무라카미 세이이치로와 야마모토가 파벌을 이탈했다. 7월 산토가 참의원 부의장 임기를 끝내고 파벌에 복귀했다.
2012년 아소 다로가 이끄는 위공회와의 통합을 염두에 두고 공부 모임이 발족했다. 통합이 개진당으로부터 물려받은 특색이 사라져 파벌의 역사에 흠집을 낼 수 있다는 우려가 제기되자 이를 고려하면서 통합을 준비하기로 했다. 9월 총재 선거 때 위공회와 손을 잡고 아베를 지지했다. 당초 아베가 열세에 놓여있다는 평가도 있었지만 이를 뒤집고 아베의 당선에 공헌했다.

### 오시마파

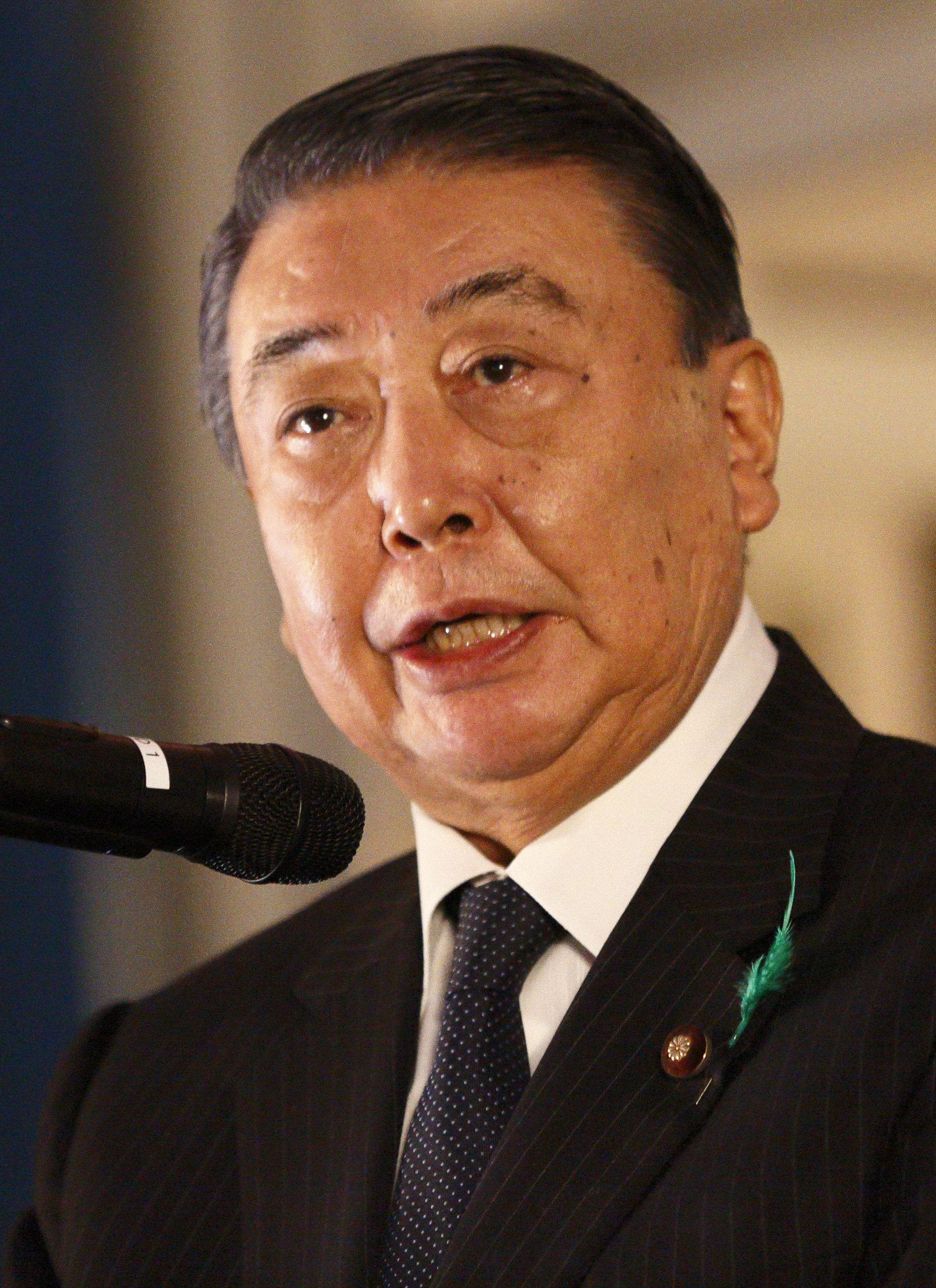
오시마 다다모리.

2012년 10월 아베는 고무라를 자유민주당 부총재에 임명했다. 당시 부총재이던 오시마는 자연스럽게 파벌에 복귀했는데 당3역 이상의 당직은 파벌을 이탈한다는 관례에 따라 고무라가 파벌을 이탈하면서 회장직도 내려놓았다. 후임 회장으로는 오시마가 선출됐다.
2015년 3월 사토 유카리가 파벌을 이탈했다. 사토는 원래 참의원 의원이었는데 이를 사직하고 총선에 출마해 당선되자 파벌을 이탈한 것이어서 비판을 받았다.
4월 오시마가 중의원 의장에 취임하면서 파벌을 이탈했다. 이후 오시마는 2021년 10월까지 의장직을 수행한 뒤 정계를 은퇴했기에 파벌에 복귀하지 않았다.

### 산토파

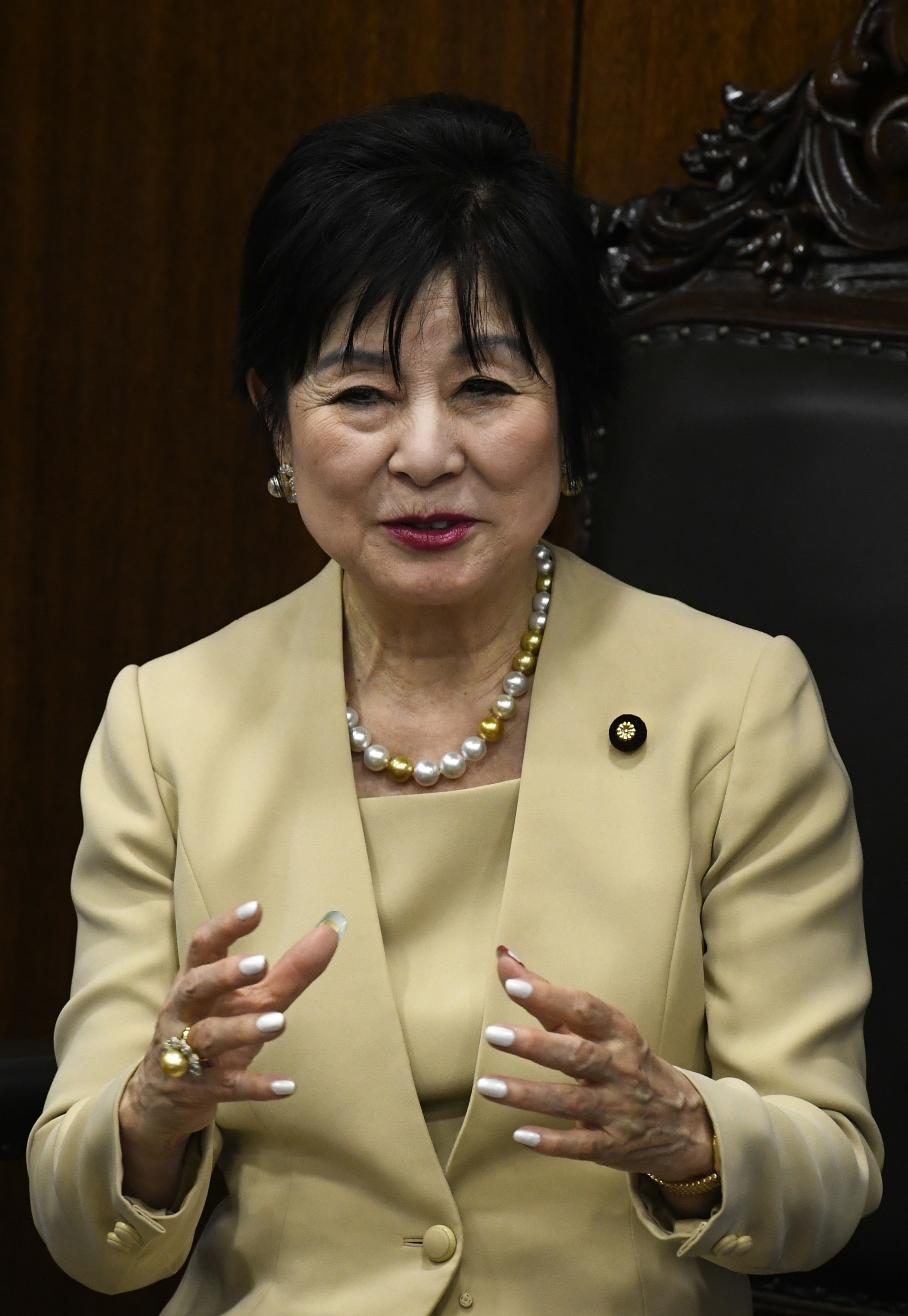
산토 아키코.

오시마의 후임 회장으로 산토가 취임했다. 자민당 역사상 파벌 영수로 여성이 취임한 것은 이 때가 처음이며 참의원 의원이 파벌 영수가 된 것은 지수회의 무라카미 마사쿠니 이래 두 번째였다.
2015년총재 선거 때 아베의 재선을 지지했다. 특히 산토는 출마를 저울질하는 노다에게 "세간에서 여성의 시대라 하는데 노다 씨가 의욕을 불태우는 건 대단히 믿음직스럽다"라면서도 평화안전법제 심의가 마무리되어가는 중요성을 지적하면서 당내에서 싸우는 것은 시기가 적절치 못하다고 비판한 뒤 아베의 무투표 재선을 주장했다. 아베는 무난히 재선에 성공했고 이후 진행된 개각에서 입각자를 배출하지는 못했지만 고무라가 부총재직에 유임될 수 있었다. 11월 13일 산토가 아소와 만나 합병을 위한 협의를 진행했다.
2016년 보컬 그룹 SPEED의 이마이 에리코를 영입해 당선시켰다. 청각장애인 교육복지협의회장이던 산토가 청각장애인 아들을 둔 이마이를 직접 영입했다고 한다.
2017년 5월 15일 위공회와 통합하여 새로운 파벌을 결성하기로 했다. 또한 유린회를 이탈한 중의원 운영위원장 사토 쓰토무가 이끄는 의원 그룹인 천원회 일부가 새 파벌에 합류하기로 결정했다. 이로써 헤이세이 연구회를 제치고 세이와 정책연구회 다음가는 파벌로 세력을 넓히는 데 성공했다. 7월 3일 정식으로 파벌 통합이 이루어졌는데 파벌 이름은 지공회라 했다. 남은 사무를 모두 처리한 뒤 정치 단체 해산을 총무성에 신청했고 12월 29일 수리됐다.

## 같이 보기
- 자유민주당의 파벌
- 지공회